# Consonne obstruante
En phonétique articulatoire, une consonne obstruante (et par ellipse une obstruante, également appelée non-sonante) est une consonne dont l'articulation implique une fermeture totale ou partielle du canal vocal. Les obstruantes sont occlusives quand l'obstruction est totale, et constrictives quand l'obstruction est partielle. Les obstruantes produisent un bruit, et s'opposent ainsi aux sonantes.
Exemples de consonnes obstruantes (la notation est celle de l'alphabet phonétique international (API)) :
- occlusives : p, t, k, b, d, ɡ ;
- constrictives (dites aussi fricatives) : f, s, ʃ, x, v, z, ʒ, ɣ.

Les langues salish, comme le nuxalk, utilisent de nombreuses obstruantes sans intercaler de voyelles. Par exemple, le terme suivant en nuxalk ne contient que des consonnes obstruantes : 
clhp'xwlhtlhplhhskwts'
xłp̓χʷłtłpłłskʷc̓
[xɬpʼχʷɬtʰɬpʰɬːskʷʰt͡sʼ]
« alors il avait eu en sa possession un cornouiller »
    (Nater 1984, in Bagemihl 1991: 16)